# 1230 en santé et médecine
| Années de la santé et de la médecine : 1227 - 1228 - 1229 - 1230 - 1231 - 1232 - 1233    |
| Décennies de la santé et de la médecine : 1200 - 1210 - 1220 - 1230 - 1240 - 1250 - 1260 |

Cet article présente les faits marquants de l'année 1230 en santé et médecine.

## Événements

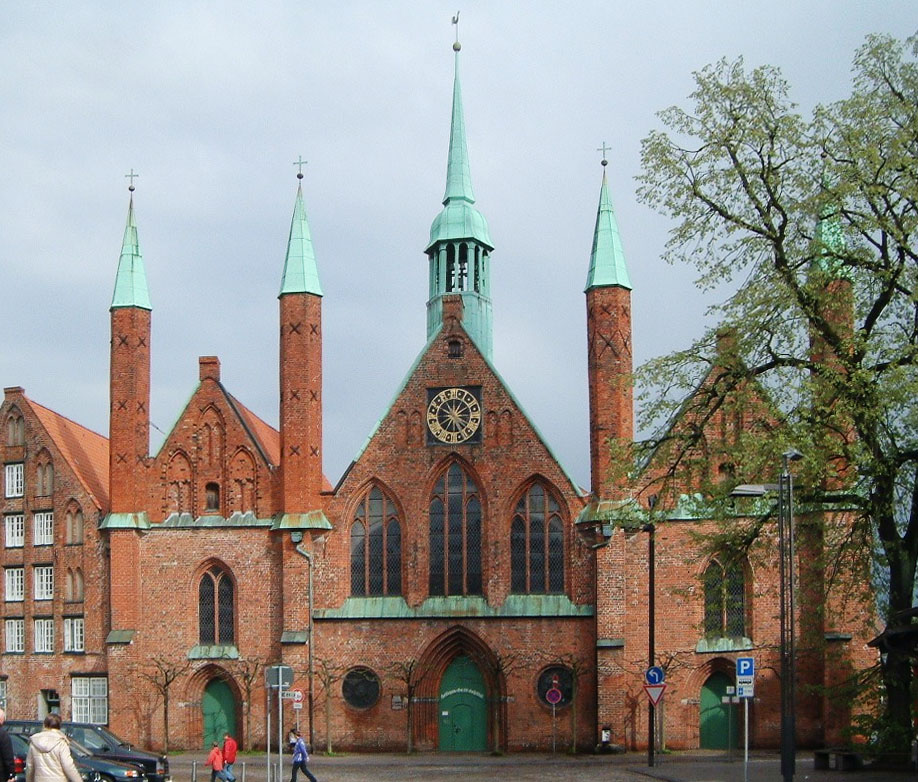
Lübeck

- L'empereur Frédéric II soumet le droit d'exercer la médecine à une année d'étude de l'anatomie avec dissection[1] et, en 1238, il ordonnera qu'une dissection soit pratiquée tous les cinq ans, en public, à l'école de Salerne[2].
- Fondation à Toulouse, en Languedoc de l'hôpital Sainte-Marie de la Daurade qui, réuni en 1313 à l'hôpital Novel, lui-même fondé en 1225, prendra le nom d'hôpital Saint-Jacques du bout du pont, puis, en 1554, celui d'hôtel-Dieu Saint-Jacques[3].
- Fondation par Louis de Langhac de la commanderie-hôpital de Saint-Antoine, à Annonay en Vivarais[4].
- Début de la construction de l'hôpital du Saint-Esprit de Lübeck, ville libre d'Empire[5].

## Publications
- Vers 1230 : Roland de Parme publie ses ajouts et commentaires à la Chirurgie de Rogerius (c.1140-c.1195), important traité compilé par Guido d'Arezzo le Jeune vers 1170[6],[7].
- 1230-1250 : le médecin anglais Gilbert de Aquila (en)(c.1180–c.1250 rédige son Compendium medicinae (« Abrégé de médecine[8] »).

## Naissance
- Vers 1230 : Pierre de La Brosse (mort en 1278), « barbier » devenu chambellan des rois de France Saint-Louis et Philippe III le Hardi[9].

## Décès
- Samuel ibn Tibbon (né en 1150), médecin et philosophe juif provençal, surtout connu comme traducteur du Guide des égarés de  Maïmonide[10].
- Muhaddab al-Din al-Dahwar (né à une date inconnue), médecin damascène, fondateur par testament d'une médersa spécialisée dans l'enseignement de la médecine et ouverte aux étudiants non musulmans[11].